# Glipostenoda nigrofusca
Glipostenoda nigrofusca es una especie de coleóptero de la familia Mordellidae.

## Distribución geográfica
Habita en Sudán.